# Domiechowice
Domiechowice [pronunciación en polaco: /dɔmʲɛxɔˈvʲit͡sɛ/] es un pueblo ubicado en el distrito administrativo de Gmina Bełchatów, dentro del condado de Bełchatów, voivodato de Łódź, en el centro de Polonia. Se encuentra a unos 3 kilómetros al noroeste de Bełchatów y a 46 kilómetros al sur de la capital regional Łódź.